# Methanopyraceae
Famille
Les Methanopyraceae sont une famille d'archées de l'ordre des Methanopyrales.

## Systématique
La famille des Methanopyraceae a été créée en 2002 par les microbiologistes allemands Harald Huber (d) et Karl Stetter avec pour genre type Methanopyrus, seul genre représentant cette famille.

## Liste des genres
Selon The Taxonomicon (18 octobre 2022) :
- Methanopyrus Kurr et al., 1992 - genre type